# Valbo köpcentrum

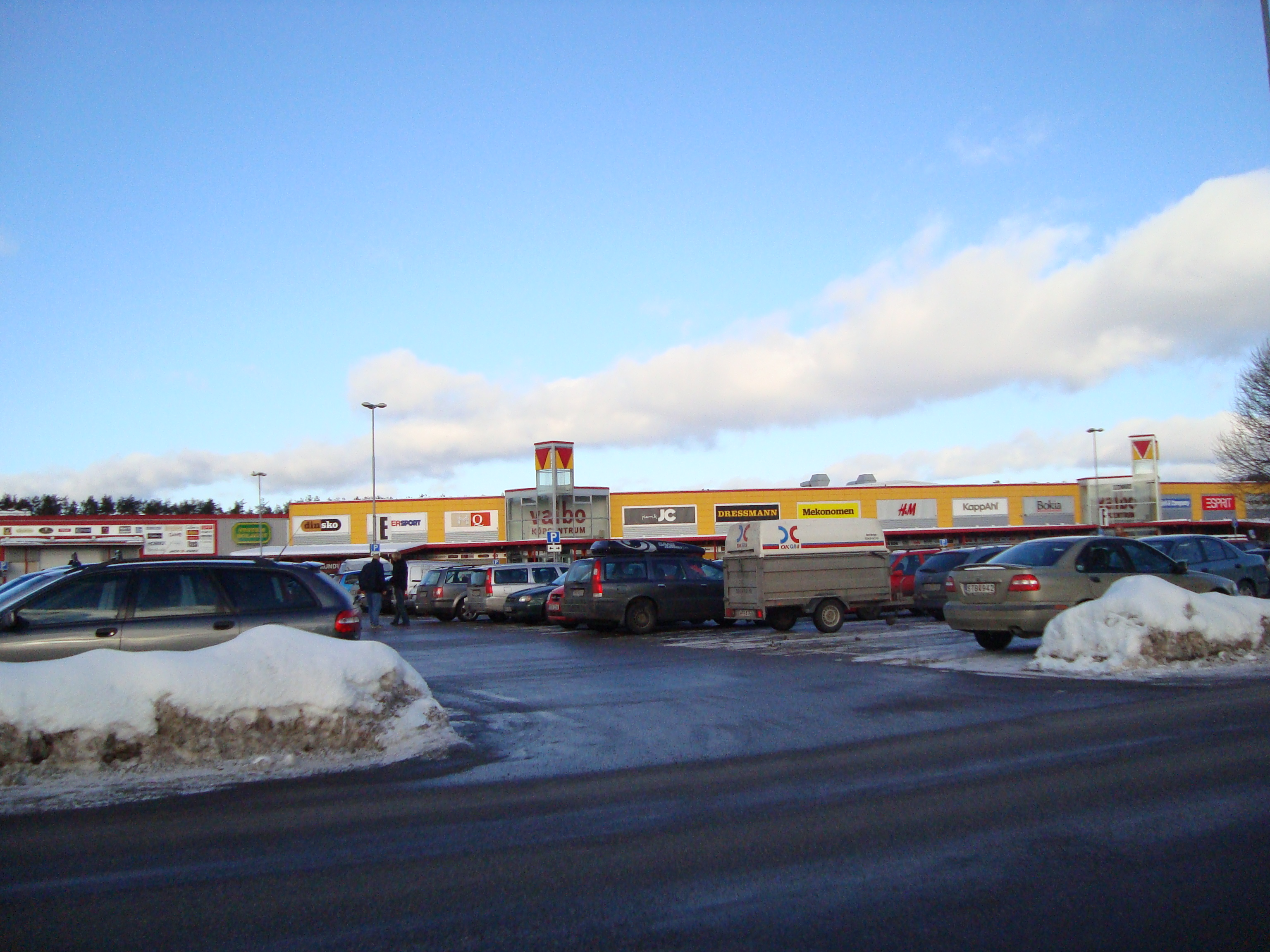
Valbo köpcentrum (före ombyggnad 2019).

Valbo köpcentrum, "Köpis", beläget i Valbo väster om Gävle är ett av Sveriges större köpcentrum med cirka 70 butiker på en yta av ca 45 000 m². Köpcentrumet ligger vid Valbovägens anslutning till E16. Fastighetsägare är sedan januari 2018 Eurocommercial, som köpte gallerian för 1,14 miljarder kronor. Gallerian bytte därefter logga och genomgick 2019–2023 en omfattande renovering och ombyggnation för trehundra miljoner kronor, vilket gav  plats för ytterligare cirka 10 butiker.
Valbo köpcentrum invigdes den 10 maj 1970 som Sveriges första köpcentrum efter amerikansk modell med två varuhus (Tempo och Domus) i var sin ända av en galleria med mindre butiker. Sedan dess har expansionen varit stark, särskilt under 1990-talet.
Förutom den ursprungliga byggnaden finns några mindre i direkt anslutning, med bland annat IKEA, Eko stormarknad, Elon och Europa möbler. Dessutom finns ett stort affärsområde på södra sidan av E16 kallat Valbo köpstad. Där huserar bland annat Mio, Lager 157, Power, Elgiganten, XXL m.fl. Antalet parkeringsplatser är knappt 2000. Totalt finns ett 90-tal affärer i de två områdena.

## Valbo köpstad
Ytterligare expansion med 10-15 butiker och ca 1500 parkeringsplatser godkändes i juni 2005 och blev klart under vintern 2009. Detta handelsområde heter Valbo köpstad och ligger på andra sidan (den södra) om E16.
Gävle kommun, som tillsammans med Konsum Gävleborg tog initiativ till köpcentrumets etablerande, har varit pådrivande för expansionen, vilken anses ha lett till kraftig butiksdöd i närbelägna Sandviken.